# شعرك الأسود إحسان (فلم)
شعركِ الأسود إحسان (بالفرنسية: Tes Cheveux Noirs Ihsan) هو فيلم مغربي قصير صدرَ عام 2005 من إخراج تالا حديد وتمثيل ممثلين هواة وغيرُ معروفين. صُوِّر الفيلم في عددٍ من المدن بالشمال المغربي وقد حازَ جائزةً من أكاديمية فنون وعلوم الصور المتحركة كما نالَ جائزة بانوراما لأفضل فيلم قصير في مهرجان برلين السينمائي عام 2006.

## القصّة
يحكي فيلمُ شعركِ الأسود إحسان أو شعركِ الأسود يا إحسان قصّة رجلٍ يعود إلى منزله في شمال إفريقيا، ويتذكر طفولته والأم التي فقدها وهو طفل.